# Alessio Da Cruz
Alessio Da Cruz, né le 18 janvier 1997 à Almere aux Pays-Bas, est un footballeur international cap-verdien d'origine néerlandaise qui joue au poste de milieu de terrain au Fortuna Sittard.

## Biographie

### En club
Alessio Da Cruz découvre le football au BAS-Voetbal de Biddinghuizen où il est repéré à l'âge de 10 ans par l'Ajax Amsterdam dont il intègre le centre de formation. En 2011, après être passé par les jeunes d'Almere City, il rejoint l'Académie FC Twente / Heracles (nl). Il dispute déjà plusieurs rencontres avec les jeunes du FC Twente au cours de la saison 2014-2015 et s'entraîne à l'occasion avec l'équipe première. Il fait ses débuts en Eerste Divisie, la deuxième division néerlandaise, le 28 novembre 2014 face au NEC Nimègue lorsqu'il remplace Merlin Schütte après quatre-vingts minutes.
En janvier 2015, Da Cruz signe son premier contrat professionnel au FC Twente. Il débute en équipe première le 15 août 2015 à l'occasion de la rencontre face à l'ADO La Haye, il entre en jeu à la place de Bruno Uvini en deuxième mi-temps. Une semaine plus tard, il est titularisé pour la première fois lors du match contre PEC Zwolle. Au cours de la saison 2016-2017, il est prêté au FC Dordrecht, qui évolue à l'échelon inférieur, où il dispute 29 matchs en inscrivant cinq buts.
En juillet 2017, Da Cruz signe un contrat de trois ans avec le club italien de Novare Calcio où il joue 19 rencontres et marque cinq buts avant de rejoindre le Parme Calcio en janvier 2018 pour 3 millions d'euros,, malgré un intérêt croissant du club anglais d'Arsenal.
Entre 2018 et 2022, il ne joue que dix rencontres pour le club parmesan car, après un bon début de saison, il est victime d'une blessure aux adducteurs avec la sélection néerlandaise des moins de 20 ans qui l'écarte des terrains pendant deux mois. Alessio Da Cruz enchaîne alors les prêts : en Italie d'abord, à la Spezia et à Ascoli, puis en Angleterre à Sheffield Wednesday et aux Pays-Bas au FC Groningue, où cette fois une option d'achat est négociée mais n'est pas levée, au Mexique ensuite au Santos Laguna, qu'il quitte après seulement six mois souffrant de l'éloignement de sa petite fille, avant de revenir en Italie au LR Vicence.
À l'aube de la saison 2022-2023, il signe un contrat de deux ans, accompagné d'une option pour une année supplémentaire, au KV Malines où il retrouve l'entraîneur Danny Buijs qu'il a déjà côtoyé à Groningue. À la suite de résultats décevants, celui-ci est toutefois évincé dès le mois d'octobre au profit de Steven Defour. Sous la houlette de ce dernier, il dispute la finale de la coupe de Belgique mais doit s'incliner face à l'Antwerp (0-2).

### En sélections nationales
Né aux Pays-Bas d'origine cap-verdienne, Alessio Da Cruz fait ses débuts en équipe des Pays-Bas des moins de 18 ans le 3 septembre 2014 face à l'Angleterre. Il apparaît ensuite une fois sous le maillot de la sélection néerlandaise des moins de 20 ans face à la Tchéquie le 27 mars 2018, rencontre lors de laquelle il se blesse grièvement aux adducteurs.
Préselectionné une première fois sans que les formalités administratives ne puissent toutefois être remplies à temps, il opte définitivement pour la sélection nationale du Cap-Vert lorsqu'il est appelé en septembre 2022, à l'occasion d'une rencontre amicale face à Barheïn. Il honore sa première cape le 24 mars 2023 face à l'Eswatini dans le cadre des éliminatoires pour la CAN 2023.

## Statistiques

### En club
| Saison                | Club                         | Championnat           | Championnat | Championnat | Championnat | Coupe(s) nationale(s) | Coupe(s) nationale(s) | Coupe(s) nationale(s) | Compétition(s) continentale(s) | Compétition(s) continentale(s) | Compétition(s) continentale(s) | Compétition(s) continentale(s) | Autres compétitions | Autres compétitions | Autres compétitions | Autres compétitions | Cap-Vert | Cap-Vert | Cap-Vert | Total | Total | Total |
| Saison                | Club                         | Division              | M.          | B.          | P.d.        | M.                    | B.                    | P.d.                  | Comp.                          | M.                             | B.                             | P.d.                           | Comp.               | M.                  | B.                  | P.d.                | M.       | B.       | P.d.     | M.    | B.    | P.d.  |
| 2014-2015             | Jong FC Twente (prêt)        | Eerste Divisie        | 6           | 1           | 0           | -                     | -                     | -                     | -                              | -                              | -                              | -                              | -                   | -                   | -                   | -                   | -        | -        | -        | 6     | 1     | 0     |
| 2015-2016             | FC Twente                    | Eredivisie            | 3           | 0           | 0           | 1                     | 0                     | 0                     | -                              | -                              | -                              | -                              | -                   | -                   | -                   | -                   | -        | -        | -        | 4     | 0     | 0     |
| 2016-2017             | FC Dordrecht (prêt)          | Eerste Divisie        | 28          | 5           | 2           | 1                     | 0                     | 0                     | -                              | -                              | -                              | -                              | -                   | -                   | -                   | -                   | -        | -        | -        | 29    | 5     | 2     |
| Sous-total            | Sous-total                   | Sous-total            | 37          | 6           | 2           | 2                     | 0                     | 0                     | -                              | -                              | -                              | -                              | -                   | -                   | -                   | -                   | -        | -        | -        | 39    | 6     | 2     |
| 2017-2018             | Novare Calcio                | Serie B               | 19          | 5           | 4           | -                     | -                     | -                     | -                              | -                              | -                              | -                              | -                   | -                   | -                   | -                   | -        | -        | -        | 19    | 5     | 4     |
| 2017-2018             | Parme Calcio 1913            | Serie B               | 6           | 0           | 1           | -                     | -                     | -                     | -                              | -                              | -                              | -                              | -                   | -                   | -                   | -                   | -        | -        | -        | 6     | 0     | 1     |
| 2018-2019             | Parme Calcio 1913            | Serie A               | 3           | 0           | 0           | 1                     | 0                     | 0                     | -                              | -                              | -                              | -                              | -                   | -                   | -                   | -                   | -        | -        | -        | 4     | 0     | 0     |
| Sous-total            | Sous-total                   | Sous-total            | 28          | 5           | 5           | 1                     | 0                     | 0                     | -                              | -                              | -                              | -                              | -                   | -                   | -                   | -                   | -        | -        | -        | 29    | 5     | 5     |
| 2018-2019             | Spezia Calcio (prêt)         | Serie B               | 13          | 2           | 1           | -                     | -                     | -                     | -                              | -                              | -                              | -                              | PO                  | 1                   | 0                   | 0                   | -        | -        | -        | 14    | 2     | 1     |
| 2019-2020             | Ascoli Calcio 1898 FC (prêt) | Serie B               | 15          | 5           | 6           | 3                     | 1                     | 1                     | -                              | -                              | -                              | -                              | -                   | -                   | -                   | -                   | -        | -        | -        | 18    | 6     | 7     |
| 2019-2020             | Sheffield Wednesday (prêt)   | Championship          | 14          | 0           | 2           | 1                     | 0                     | 0                     | -                              | -                              | -                              | -                              | -                   | -                   | -                   | -                   | -        | -        | -        | 15    | 0     | 2     |
| 2020-2021             | FC Groningue (prêt)          | Eredivisie            | 22          | 4           | 3           | -                     | -                     | -                     | -                              | -                              | -                              | -                              | PO                  | 1                   | 0                   | 0                   | -        | -        | -        | 23    | 4     | 3     |
| 2021                  | Club Santos Laguna (prêt)    | Liga MX               | 8           | 3           | 0           | -                     | -                     | -                     | LCup                           | 1                              | 0                              | 0                              | -                   | -                   | -                   | -                   | -        | -        | -        | 9     | 3     | 0     |
| 2021-2022             | LR Vicence (prêt)            | Serie B               | 19          | 2           | 2           | -                     | -                     | -                     | -                              | -                              | -                              | -                              | PO                  | 2                   | 0                   | 0                   | -        | -        | -        | 21    | 2     | 2     |
| Sous-total            | Sous-total                   | Sous-total            | 91          | 16          | 14          | 4                     | 1                     | 1                     | -                              | 1                              | 0                              | 0                              | -                   | 4                   | 0                   | 0                   | -        | -        | -        | 100   | 17    | 15    |
| 2022-2023             | KV Malines                   | Division 1A           | 28          | 3           | 2           | 6                     | 1                     | 1                     | -                              | -                              | -                              | -                              | -                   | -                   | -                   | -                   | 1        | 0        | 0        | 35    | 4     | 3     |
| 2023-2024             | Feralpisalò                  | Serie B               | 1           | 0           | 0           | -                     | -                     | -                     | -                              | -                              | -                              | -                              | -                   | -                   | -                   | -                   | -        | -        | -        | 1     | 0     | 0     |
| Sous-total            | Sous-total                   | Sous-total            | 29          | 3           | 2           | 6                     | 1                     | 1                     | -                              | -                              | -                              | -                              | -                   | -                   | -                   | -                   | 1        | 0        | 0        | 36    | 4     | 3     |
| 2023-2024             | Fortuna Sittard              | Eredivisie            | 15          | 1           | 1           | 1                     | 0                     | 0                     | -                              | -                              | -                              | -                              | -                   | -                   | -                   | -                   | -        | -        | -        | 16    | 1     | 1     |
| 2024-2025             | Fortuna Sittard              | Eredivisie            | -           | -           | -           | -                     | -                     | -                     | -                              | -                              | -                              | -                              | -                   | -                   | -                   | -                   | -        | -        | -        | 0     | 0     | 0     |
| Sous-total            | Sous-total                   | Sous-total            | 15          | 1           | 1           | 1                     | 0                     | 0                     | -                              | -                              | -                              | -                              | -                   | -                   | -                   | -                   | -        | -        | -        | 16    | 1     | 1     |
| Total sur la carrière | Total sur la carrière        | Total sur la carrière | 200         | 31          | 24          | 14                    | 2                     | 2                     | -                              | 1                              | 0                              | 0                              | -                   | 4                   | 0                   | 0                   | 1        | 0        | 0        | 220   | 33    | 26    |

## Palmarès

### En club
|  |  | KV Malines - Coupe de Belgique : - Finaliste : 2023 |